# جعفر آباد (آبجدان)
جعفر آباد (بالفارسية: جعفرآباد) هي منطقة سكنية تقع في إيران في قسم آبجدان الريفي. يقدر عدد سكانها بـ 1,021 نسمة .